# Irv Docktor
Irving Seidmon Docktor, appelé également Irv Docktor, né le 10 juillet 1918 et décédé le 14 février 2008 était un artiste et professeur d'art américain, principalement connu pour sa carrière d'illustrateur dans les années 1950 et 1960. Sa technique de dessin distinctive mettant en scène des superpositions de personnages aux expressions sombres a fait de lui un illustrateur instantanément reconnaissable à sa technique. 
Il illustra de nombreux romans, des livres pour enfants et des pochettes de disques. Il eut durant de nombreuses années sa propre galerie d'art dans Greenwich Village et participa à de nombreuses expositions.

## Jeunesse
Irving Seidmont Docktor est né et a grandi à Philadelphie en Pennsylvanie. Diplômé de la Central High Schoolde Philadelphie, il remporta une bourse pour poursuivre ses études à l'université des arts (actuellement University of the Arts) et à la Barnes Foundation à Lower Merion (Pennsylvanie).
Docktor a été figurant pour la troupe de ballet de Mary Binney Montgomery pendant qu'il était aux études. Un emploi qu'il obtint un jour où il était en train d'esquisser les danseurs durant leur répétition. Lorsque Irv Docktor, haltérophile durant sa jeunesse, s'aperçut que le danseur principal avait des difficultés pour soulever sa partenaire, il intervint et fut engagé sur-le-champ.

## Carrière

### Illustration
Après avoir terminé ses études à l'académie des arts, Irv Docktor entra à l'armée et fut formé à la photographie. Durant la Seconde Guerre mondiale il fit de la photographie aérienne pour une unité de cartographie de la Technical Intelligence Team basée en Australie et aux Philippines. Les croquis qu'il réalisa durant cette période servirent de référence visuelle pour certaines de ses œuvres ultérieures., telles que ses illustrations pour un livre traitant de la bataille de Bataan.
Après sa démobilisation, Docktor déménagea d'abord à Flushing (Queens, New York) ensuite à Fort Lee (New Jersey) et entama une carrière artistique commerciale, produisant des illustrations pour les couvertures et l'intérieur de nombreux romans, des livres d'enfants et des albums de disques. Au début il travaillait principalement pour Grosset & Dunlap. Ses illustrations sombres et parfois macabres l'ont mené à illustrer des romans de mystères et des collections de fiction surnaturelle. Il illustra des livres de la série pour la jeunesse Lookouts de Christine Noble Govan et Emmy West à la fin des années 1950, début 1960. Docktor illustra également les couvertures de cinq romans de science-fiction de Robert A. Heinlein. Il utilisa ses enfants et ses voisins comme modèles. La couverture du roman Mystery of Rock City, de Govan et West, représente ses deux garçons et leurs camarades de jeux grimpant sur une colline près de leur maison de Fort Lee.
Irv Docktor réalisa également des œuvres plus lumineuses et plus joyeuses, notamment une couverture pour un livre sur Bergdorf Goodman, ainsi que l'ouvrage richement illustré du folklore américain Amarican Folklore, lequel compte parmi ses meilleures réalisations commerciales. Il réalisa des illustrations de mode, contribua à de nombreux magazines et peignit des affiches pour des pièces de Broadway, notamment Tea and Sympathy, Long Day's Journey Into Night et Cat on a Hot Tin Roof.
En outre, il réalisa des dessins de chiens pour illustrer des brochures publicitaires et autres articles pour les Docktor Pet Centers, société fondée par son frère Milton. Pour ces réalisations Irv Docktor élargit sa palette technique au collage-photo, une technique qu'il utisera occasionnellement pour d'autres travaux d'illustration, par exemple les couvertures des albums de The Serendipity Singers et de Dixie Double-Cats. La couverture qu'il réalisa pour un album d'Art Tatum est un exercice de synesthésie suggérant les notes de musique du pianiste par des éclats de couleur. De façon similaire la couverture qu'il réalisa pour Stories of Suspense une anthologie publiée par Scolastic Books évoque l'émergence de l'horreur pour le roman The Birds de Daphne du Maurier, en y incluant des images d'ombres d'oiseaux comme motifs visuels cachés.

## Beaux Arts
Durant toute la période reprise ci-dessus, Irv Docktor poursuivait une carrière parallèle  d'artiste et de professeur de beaux arts. Il participa à de nombreuses expositions de peinture et enseigna pendant 50 ans à la Newark School of Fine Art et durant 15 ans à la High School of Art and Design de New York.
Irv Docktor a servi de modèle pour l'une des sept figures grandeur-nature de l' œuvre The Commuters (les navetteurs) de l'artiste Grigory Gurevich (1984). L' œuvre est située à l'entrée de la gare de Penn Station à Newark (New Jersey).
Irv Docktor fut également membre de plusieurs associations d'artistes, notamment le Salmagundi Club, la Pastel Society of America, la Garden State Watercolor Society, le ridgewood Art Institute, la Ringwood Manor Art Association et la Society of Illustrators.

## Vie privée
Irv Docktor épousa Mildred Sylvia Himmelstein. Ils vécurent à Fort Lee (New Jersey) dans une maison surplombant le fleuve Hudson. Ils aimaient aller au musée, au théâtre, au Metropolitan Opera, au Philharmonic, à l'American Ballet Theatre et au New York City Ballet. Docktor réalisa de nombreux croquis de ce qu'il voyait durant les représentations sur ses programmes.
Irv Docktor décéda le 14 février 2008.

## Œuvres publiées (liste partielle)

### Couvertures ou illustrations de livres
- Clark Gavin, Foul, False, and Infamous: Famous Libel and Slander Cases of History (Abelard, 1950)
- Patricia Highsmith, Strangers on a Train (Harper, 1950)
- Selwyn Jepson, The Hungry Spider (Doubleday, 1950)
- Theodora DuBois, High Tension (Doubleday, 1950)
- Christiana Brand, Cat and Mouse (Knopf, 1950)
- David William Meredith [Earl Schenck Miers], The Christmas Card Murders (Knopf, 1951)
- Jessamyn West, The Witch Diggers (Harcourt, Brace, 1951)
- Ed Lacy, The Best that Ever Did It (Harper, 1955)
- Leigh Brackett, The Long Tomorrow (Doubleday, 1955)
- Lucile Iremonger, The Young Traveler in the West Indies (Dutton, 1955)
- Ruth Adams Knight, First the Lightning (Doubleday, 1955)
- Ullin W. Leavell, Mary Louise Friebele, Tracie Cushman, Paths to Follow (American Book Company, New York, 1956)
- J. T. McIntosh, Rule of the Pagbeasts (Crest 150, 1956)
- Sylvia Tate, The Fuzzy Pink Nightgown (Harper, 1956)
- Anon. [Gladys Parrish], Madame Solario: A Novel (Viking, 1956)
- Carl Carmer, The Screaming Ghost (Knopf, 1956)
- Booton Herndon, Bergdorf's in the Plaza (Knopf, 1956)
- Norman Dale, The Casket and the Sword (Harper, 1956)
- Nora Benjamin Kubie, King Solomon's Horses (Harper, 1956)
- Lincoln Steffens, The Autobiography of Lincoln Steffens (Grosset & Dunlap Universal Library, 1956)
- John P. Marquand, The Late George Apley (Grosset & Dunlap Universal Library, 1956)
- Carlo Levi, Christ Stopped at Eboli (Grosset & Dunlap Universal Library, 1956)
- Norman Douglas, South Wind (Grosset & Dunlap Universal Library, 1956)
- John Steinbeck, The Wayward Bus (Grosset & Dunlap, 1956)
- Herman Melville, Typee (Grosset & Dunlap, 1956)
- Leo Tolstoy, War and Peace (Grosset & Dunlap, 1956)
- Fiodor Dostoïevski, The Brothers Karamazov (Grosset & Dunlap, 1956)
- Benjamin Appel, We Were There in the Klondike Gold Rush (Grosset & Dunlap, 1956)
- W. R. Burnett, Pale Moon (Knopf, 1956)
- Leonard Bishop, Creep Into Thy Narrow Bed (Pyramid G206, 1956)
- Erskine Caldwell, Georgia Boy (Grosset & Dunlap, 1957)
- Erskine Caldwell, God's Little Acre (Grosset & Dunlap, 1957)
- Erskine Caldwell, The Sure Hand of God (Grosset & Dunlap, 1957)
- Erskine Caldwell, Tobacco Road (Grosset & Dunlap, 1957)
- Erskine Caldwell, Tragic Ground (Grosset & Dunlap, 1957)
- Maria Bellonci, The Life And Times of Lucrezia Borgia (Grosset & Dunlap Universal Library, 1957)
- Zsolt de Harsanyi, The Star-Gazer (Grosset & Dunlap Universal Library, 1957)
- Mary Freeman, D. H. Lawrence: A Basic Study of His Ideas (Grosset & Dunlap Universal Library, 1957)
- Herman Melville, The Shorter Novels (Grosset & Dunlap Universal Library, 1957)
- Lloyd Lewis, Myths after Lincoln (Grosset & Dunlap Universal Library, 1957)
- Henrik Ibsen, Four Plays of Henrik Ibsen (Grosset & Dunlap Universal Library, 1957)
- Benjamin Appel, We Were There at the Battle for Bataan (Grosset & Dunlap, 1957)
- William Goldman, The Temple of Gold (Knopf, 1957)
- Ercole Patti, A Roman Affair (William Sloane, 1957)
- Vinnie Williams, The Fruit Tramp (Harper, 1957)
- Francis Steegmuller, Maupassant: A Lion on the Path (Grosset & Dunlap Universal Library, 1958)
- James Mitchell, The Lady is Waiting (Morrow, 1958)
- Elizabeth Cadell, Shadows on the Water (Morrow, 1958)
- Marjorie G. Fribourg, Benkei the Boy-Giant (Sterling, 1958)
- Marjorie G. Fribourg, Bimo: Young Hero of Japan (Sterling, 1958)
- Ben Botkin et Carl Withers, The Illustrated Book of American Folklore (Grosset & Dunlap, 1958)
- Richard Bissell, Say, Darling (Atlantic / Little, Brown, 1958)
- Monica Stirling, Sigh for a Strange Land (Little, Brown, 1958)
- John Coates, The Widow’s Tale (William Sloane, 1958)
- Pauline Rush Evans, Good Housekeeping's Best Book of Mystery Stories (Good Housekeeping Magazine, 1958)
- Lillian et Godfrey Frankel, A Scrapbook of Real-Life Stories for Young People (Sterling, 1958)
- Christine Noble Govan et Emmy West, Mystery of the Vanishing Stamp (Sterling, 1958)
- Christine Noble Govan et Emmy West, Mystery at the Haunted House (Sterling, 1959)
- Christine Noble Govan et Emmy West, Mystery at Plum Nelly (Sterling, 1959)
- Christine Noble Govan et Emmy West, Mystery at Fearsome Lake (Sterling, 1960)
- Christine Noble Govan et Emmy West, Mystery at Rock City (Sterling, 1960)
- Christine Noble Govan et Emmy West, Mystery at the Snowed-In Cabin (Sterling, 1961)
- Christine Noble Govan et Emmy West, Mystery at the Echoing Cave (Sterling, 1965)
- John Dickson Carr, Scandal at High Chimneys (Harper, 1959)
- General de Caulaincourt, With Napoleon in Russia (Grosset & Dunlap Universal Library, 1959)
- August Strindberg, Letters of Strindberg to Harriet Bosse (Grosset & Dunlap Universal Library, 1959)
- Margery Sharp, The Eye Of Love (Little, Brown, 1959)
- James Wellard, The Affair In Arcady (Reynal, 1959)
- Dorothy Lee, Freedom and Culture: A Unique View of the Individual in His Society (Prentice Hall, 1959)
- Willa Gibbs, The Dedicated: A Novel of Two Doctors (Morrow, 1959)
- Julian Mayfield, The Hit (Pocket 1229, 1959)
- Samuel Butler, The Way of All Flesh (Washington Square Press W561, 1959)
- Francoise des Ligneris, Psyche 59 (Avon T-482, 1959)
- Francoise des Ligneris, Fort Frederick (Avon #T-456, 1960)
- Helen McCloy, The Slayer and the Slain (1960)
- Muse A. Norcross, Li-Ho of the Boat People (Franklin Watts, 1960)
- Alexander Rose, Four Horse Players are Missing (Coward-McCann, 1960)
- Charmian Clift, Walk to the Paradise Gardens (Harper, 1960)
- Alice Ekert-Rotholz, A Net of Gold (Viking, 1960)
- Murray Gitlin, All the Voices (Coward-McCann, 1960)
- Louis Vaczek, The Troubadour (William Sloane, 1960)
- Marjorie Vetter, Journey for Jennifer (Scholastic, 1960)
- Edgar Allan Poe, Ten Great Mysteries, ed. Groff Conklin (Scholastic T-210, 1960)
- Edgar Allan Poe, Eight Tales of Terror (Scholastic T-290, 1961)
- Lawrence Williams, The Fiery Furnace (Avon T-497, 1961)
- José Luis de Vilallonga, The Man of Blood (Berkley Medallion G503, 1961)
- Peter Elstob, Warriors for the Working Day (Coward-McCann, 1961)
- Guy de Maupassant, Contes Choisis (Doubleday, 1961)
- Elliott Arnold, Brave Jimmy Stone (Knopf, 1962)
- Ervin Seale, Learn to Live: The Meaning of the Parables (Morrow, 1962)
- Anne Colver, Abraham Lincoln for the People (Scholastic TW359, 1962)
- Philip Van Doren Stern, Great Ghost Stories (Washington Square Press 592, 1962)
- Mary MacEwan, ed., Stories of Suspense (Scholastic T 487, 1963)
- Robert A. Heinlein, Glory Road (Putnam, 1963)
- Robert A. Heinlein, Podkayne of Mars (Putnam, 1963)
- Robert A. Heinlein, Farnham's Freehold (Putnam, 1964)
- Robert A. Heinlein, Orphans of the Sky (Putnam, 1964)
- Robert A. Heinlein, The Moon is a Harsh Mistress (Putnam, 1966)
- Robert Arthur, Jr., Ghosts and More Ghosts (Random House, 1963)
- Roger Fulford, George the Fourth (Capricorn CAP 78, 1963)
- Laura Duchamp, Duet (Lesbian pulp fiction, 1964)
- Dorothy M. Fraser, Discovering Our World's History (American Book Company, 1964)
- Charlotte Jay, A Hank of Hair (Harper, 1964)
- Oscar Pinkus, Friends & Lovers (Midwood Tower 347, 1964)
- Alan Riefe, Tales of Horror (Scholastic 10063, 1965)
- James Blish, Mission to the Heart Stars (Putnam, 1965)
- Jakov Lind, Soul of Wood and Other Stories (Crest R897, 1966)
- Daoma Winston, The Wakefield Witches (Award 0185, 1966)

### Pochettes de disques
- Ellabelle Davis, Ellabelle Davis Sings Negro Spirituals (Camden LPS 182, 1950)
- Ernest Bloch, Schelomo: Hebraic Rhapsody for 'Cello and Orchestra, conducted by the composer (London LPLS 138)
- Edvard Grieg, Peer Gynt, conducted by Basil Cameron (London LLP 153, 1950)
- Harry Fryer and His Orchestra, March Medley (London LPB 197)
- Ronnie Munro and His Orchestra, Ballet Memories (London LPB 215)
- Richard Strauss, Also Sprach Zarathustra (London LLP 232)
- Pyotr Ilyich Tchaikovsky, Symphony No. 6 ("Pathetique") (London LLP 257)
- The Robert Farnon Octet, Stephen Foster Melodies (London LPB 258)
- Wolfgang Amadeus Mozart, Die Entfuhrung aus dem Serail / Abduction From The Seraglio, dir. Josef Krips (London LLP A3)
- Ludwig van Beethoven, Symphony No. 9 (Record of the Month Club, 1956)
- Prince Onago & Princess Muana & Native Drummers of the Belgian Congo: The Drums of Africa (20th Century Fox FOX 3000, 1959)
- Djamal Aslan, Lebanon: Her Heart, Her Sounds (20th Century Fox FOX 3001, 1959)
- Nina Dova, Child of the Sun: Songs from the Torrid Zone (20th Century Fox FOX 3014, 1959)
- Enrico Simonetti Orchestra, Bravissimo! (20th Century Fox FOX 3015, 1959)
- Hugo Montenegro with 20th Century Strings, 20th Century Strings, Volume 1 (20th Century Fox FOX 3018, 1959)
- Glenn Miller & His Orchestra, Original Film Soundtracks, Volume 1 (20th Century Fox FOX 3020, 1959)
- Glenn Miller & His Orchestra, Original Film Soundtracks, Volume 2 (20th Century Fox FOX 3021, 1959)
- Tommy Dorsey and His Greatest Band Vol. 1 (20th Century Fox FOX 3022, 1959)
- Tommy Dorsey and His Greatest Band Vol. 2 (20th Century Fox FOX 3023, 1959)
- Woof Whistler & His Terriers, "Woof" (20th Century Fox FOX 3024, 1960)
- Al Martino, Al Martino (20th Century Fox FOX 3025, 1960)
- The Dixie Double-Cats, Is It True What They Say About Dixie? (20th Century Fox FOX 3027, 1960)
- The Dew Drops, Rain (20th Century Fox FOX 3028, 1960)
- Art Tatum, Discoveries (20th Century Fox FOX 3029/SFX 3029, 1960)
- Hugo Montenegro with 20th Century Strings, Great Standards: The 20th Century Strings, Volume 3 (20th Century Fox FOX 3030, 1960)
- Art Tatum, Piano Discoveries (20th Century Fox FOX 3033/SFX 3033, 1960)
- Jon Ern and the Olympic Festival Orchestra, Songs of the Olympic Years (20th Century Fox FOX 3042, 1961)
- Harry Simeone Chorale, The Little Drummer Boy (20th Century Fox TFM 3100, 1963)
- Serendipity Singers, Love Is a State of Mind (United Artists UAS 6619, 1967)

### Illustrations de  magazines (liste partielle)
- Ace
- All Girls
- Amazing
- Applause
- Boys' Life
- Calling All Girls
- Cavalcade
- Children's Digest
- Christian Herald
- Collier's
- Compact
- Coronet
- Creepy
- Escapade
- Every Woman
- Family Weekly (Chicago)
- Galaxy Science Fiction
- Gent
- Gourmet
- Harpers
- Hi-Life
- High
- House Beautiful
- Life Magazine
- Management Review
- Mineral Digest
- Monsieur
- Nugget
- Pageant
- Parent's Magazine
- Playboy
- Redbook
- Rex
- The Saint Mystery Magazine
- Snowflake
- Suburbia (Chicago)
- Tween
- Westminster
- Women of Italy
- Women of the Orient
- Young Americans